# اندیس سیر سر
سیر سر یک اندیس فلزی است که در حوالی شهر تربت حیدریه استان خراسان قرار دارد و مادهٔ معدنی موجود در آن، کرومیت است.  